# Santoshi Shrestha
Santoshi Shrestha (Nepali सन्तोषी श्रेष्ठ, * 1. August 1993) ist eine nepalesische Leichtathletin, die sich auf den Langstreckenlauf spezialisiert hat.

## Sportliche Laufbahn
Erste internationale Erfahrungen sammelte Santoshi Shrestha im Jahr 2019, als sie bei den Südasienspielen in Kathmandu in 35:07,94 min die Goldmedaille im 10.000-Meter-Lauf gewann und über 5000 Meter in 17:13,68 min den vierten Platz belegte. 2023 belegte sie bei den Asienspielen in Hangzhou in 38:40,15 min den sechsten Platz über 10.000 Meter und kam über 5000 Meter nicht ins Ziel. Im Jahr darauf beendete sie bei den Olympischen Spielen in Paris den Marathonwettbewerb in persönlicher Bestzeit von 2:55:06 h auf dem 79. und vorletzten Platz. Zudem war sie Fahnenträgerin Nepals während der Abschlussveranstaltung der Spiele.

## Persönliche Bestzeiten
- 5000 Meter: 17:05,3 min, 19. Oktober 2022 in Pokara
- 10.000 Meter: 35:07,94 min, 3. Dezember 2019 in Kathmandu
- Halbmarathon: 1:16:44 h, 26. März 2023 in Venlo (nepalesischer Rekord)
- Marathon: 2:55:06 h, 11. August 2024 in Paris